# Кубок ФРГ по волейболу среди женщин
Кубок ФРГ по волейболу — второй по значимости, после национального чемпионата, турнир в ряду соревнований волейбольных клубов ФРГ. Проводился в 1973—1991 годах (до объединения ГДР и ФРГ). Всего было 19 розыгрышей трофея, в которых побеждали 6 клубов. В сезоне 1991/92 был проведён первый единый Кубок Германии.

## Победители турнира
| Сезон | Чемпион                 |
| ----- | ----------------------- |
| 1973  | УСК Мюнстер             |
| 1974  | УСК Мюнстер             |
| 1975  | УСК Мюнстер             |
| 1976  | УСК Мюнстер             |
| 1977  | «Шверте»                |
| 1978  | «Шверте»                |
| 1979  | УСК Мюнстер             |
| 1980  | «Шверте»                |
| 1981  | «Рюссельсхайм»          |
| 1982  | «Лоххоф» Унтершлайсхайм |

| Сезон | Чемпион                 |
| ----- | ----------------------- |
| 1983  | «Лоххоф» Унтершлайсхайм |
| 1984  | «Лоххоф» Унтершлайсхайм |
| 1985  | «Виктория» Аугсбург     |
| 1986  | «Лоххоф» Унтершлайсхайм |
| 1987  | «Фойербах» Штутгарт     |
| 1988  | «Фойербах» Штутгарт     |
| 1989  | «Фойербах» Штутгарт     |
| 1990  | «Фойербах» Штутгарт     |
| 1991  | УСК Мюнстер             |

### Титулы
| Клуб                    | Победы |
| ----------------------- | ------ |
| УСК Мюнстер             | 6      |
| «Лоххоф» Унтершлайсхайм | 4      |
| «Фойербах» Штутгарт     | 4      |
| «Шверте»                | 3      |
| «Виктория» Аугсбург     | 1      |
| «Рюссельсхайм»          | 1      |